# Enceinte de Fourvière
L’enceinte de Fourvière est un ouvrage d'origine militaire destiné à protéger les hauteurs de la ville de Lyon, faisant ainsi partie de la première ceinture de Lyon.

## Histoire
Construite entre 1834 et 1838, elle ferme la ville à l'ouest du haut de sa courtine à 3m du sol.
Initialement prévue pour englober le fort Saint-Irénée et le quartier Saint-Just en 1831, il sera finalement décidé de réutiliser les bases dans l'ancienne enceinte dite de la Retraite qui avait été érigée au XIVe siècle.
Elle partait au sud du fort Saint-Irénée, rejoignant le fort de Loyasse puis le fort de Vaise, entourant une partie du pont d'Ainay, passant par la porte de la Quarantaine, montant ensuite jusqu'à Saint-Just par un bastion gardant la porte Saint-Just, aussi appelée des Farges. L'enceinte continue vers le cimetière de Loyasse en le longeant, puis la porte de Fourvière, Pierre-Scize et finit son chemin sur la porte de Montauban.

## Aujourd'hui
Une résidence sur le rocher occupe une ancienne batterie casematée, alors appelée bastion 7.
Des restes de la muraille sont encore visibles sur certaines portions, notamment depuis le quartier de la Confluence au bord de la Saône.